# Lunca Dunării
Lunca Dunării este o formă de relief, respectiv albia majoră a fluviului Dunărea.
- se întinde de la Porțile de Fier până la Călărași;
- este sectorul de câmpie al Dunării având o luncă din ce in ce mai largă (10 km) în partea românească;
- în partea bulgărească țărmul este înalt;
- adâncimea apelor permite navigația navelor cu pescaj de până la 2m;
- în era comunistă lunca a fost desecată și îndiguită pentru a fi dată agriculturii deși România nu ducea lipsă de pământ arabil, dar domina atunci ideea că „mlaștinile sînt inutile și nesănătoase” și că zonele umede, al căror rol nu era luat în considerare, trebuie să fie „asanate”, astfel încât factorii de decizie gândeau excluziv inginerește și nu consultau hidrologii, biologii și ihtiologii; România nu a semnat convenția Ramsar (1975) decât după revoluție, la 25 ianuarie 1991.[1]
  - Turnu Severin
  - Calafat
  - Corabia
  - Turnu Măgurele
  - Giurgiu
  - Oltenița
  - Călărași
    - Podul Prieteniei (dintre Giurgiu și Bulgaria)
    - Podul Calafat-Vidin (dintre Calafat și Bulgaria).

Vezi și
    - Brațele Dunării
    - Bălțile Dunării
    - Delta Dunării
    - Canalul Dunăre-Marea Neagră
    - Canalul Dunăre-București

| - v - d - m Dunărea | - v - d - m Dunărea | - v - d - m Dunărea       |
| ------------------- | --- | ------------------------- |
| Țări                | Germania · Austria · Slovacia · Ungaria · Croația · Serbia · Bulgaria · România · Republica Moldova · Ucraina | Map indicating the Danube |
| Orașe               | Donaueschingen · Ulm · Ingolstadt · Regensburg · Passau · Linz · Viena · Bratislava · Győr · Komárom · Komárno · Esztergom · Budapesta · Dunaújváros · Baja · Vukovar · Novi Sad · Belgrad · Smederevo · Drobeta-Turnu Severin · Negotin · Calafat · Vidin · Lom · Sviștov · Giurgiu · Ruse · Silistra · Călărași · Cernavodă · Brăila · Galați · Ismail · Tulcea · Sulina | Map indicating the Danube |
| Afluenți            | Iller · Brenz · Lech · Regen · Isar · Inn · Morava · Váh · Hron · Ipeľ · Drava · Tisa · Sava · Timiș · Nera · Velika Morava · Timoc · Cerna · Jiu · Iskăr · Olt · Osam · Iantra · Vedea · Rusenski Lom · Argeș · Mostiștea · Ialomița · Siret · Prut | Map indicating the Danube |
| Insule              | Acalia · Ada Huja · Ada Kaleh (actualmente scufundată) · Balta Ialomiței · Băloi · Băloi Mic · Belene · Bliznațite · Insula Mare a Brăilei · Insula Mică a Brăilei · Calafatul Mare · Calinovăț · Ciobanu · Ciocănești · Copănița · Csepel · Doichov · Donauinsel · Dranov · Esperanto · Forkontumac · Gârcov · Grădiștea · Goștinu · Jochenstein · Komleks Aleko Telika · Kozlodui · Krčedin · Kutovo · Lakt · Limba · Lungu · Lungu II · Lupa · Maican · Malak Boril · Mare · Marea Insulă a Războiului · Margareta · Milka · Mocanu · Mocănașu · Moldova Veche · Óbuda · Ostrovo (actualmente peninsulă) · Paleu · Plopi · Păpădiei · Pozarevo · Pletriș · Sredneak · Stariat Dab · Szentendre · Șimian · Šarengrad · Țibar · Vană · Vardim · Vânători · Verde · Veriga · Vukovar · Žitný ostrov · Zlobia | Map indicating the Danube |
| - v - d - m Dunărea românească | - v - d - m Dunărea românească | - v - d - m Dunărea românească |
| ------------------------------ | --- | ------------------------------ |
| Localități riverane            | Baziaș • Moldova Nouă • Orșova • Drobeta-Turnu Severin • Calafat • Bechet • Corabia • Turnu Măgurele • Zimnicea • Giurgiu • Oltenița • Călărași • Cernavodă • Topalu • Fetești • Hârșova • Măcin • Brăila • Galați • Isaccea • Tulcea • Sulina | Dunărea românească             |
| Obiective turistice            | Insula Calinovăț • Ostrovul Moldova Veche • Castrul roman de la Desa • Clisura Dunării • Cazanele Dunării • Calafatul Mare • Bistreț (sit SPA) • Parcul Natural Porțile de Fier • Porțile de Fier • Balta Nera - Dunăre • Calafat - Ciuperceni - Dunăre • Maglavit (sit SPA) • Gruia - Gârla Mare • Podul lui Traian • Insula Golu • Schela Cladovei • Schela Cladovei • Insula Șimian • Insula Ada Kaleh • Ostrovu Mare • Maglavit • Podul Calafat-Vidin • Ciocănești – Dunăre • Confluența Jiu-Dunăre • Confluența Olt-Dunăre • Corabia – Turnu Măgurele • Suhaia • Gura Vedei – Șaica – Slobozia • Lacul Bugeac • Ostrovul Gâsca • Lacul Oltina • Dunăre-Oltenița • Oltenița – Mostiștea - Chiciu • Dunăreni • Podul lui Constantin cel Mare;• Cetatea Sucidava • Păcuiul lui Soare • Canalul Dunăre–Marea Neagră • Dunărea Veche – Brațul Măcin • Podul Regele Carol I • Cetatea Axiopolis • Cetatea Capidava • Canaralele de la Hârșova • Cetatea Carsium • Iezerul Călărași • Giurgeni • Insula Mică a Brăilei • Brațul Borcea • Cetatea Troesmis • Cetatea Arrubium • Podul de la Brăila • Lacul Brateș • Cetatea Noviodunum • Delta Dunării | Dunărea românească             |

1. ↑  Ramsar.org - Zone umede de importanță internațională din România accesat la 19 mai 2016.